# Hippurarctia judith
Hippurarctia judith är en fjärilsart som beskrevs av Sergius G. Kiriakoff 1959. Hippurarctia judith ingår i släktet Hippurarctia och familjen björnspinnare. Inga underarter finns listade i Catalogue of Life.